# 塘尾

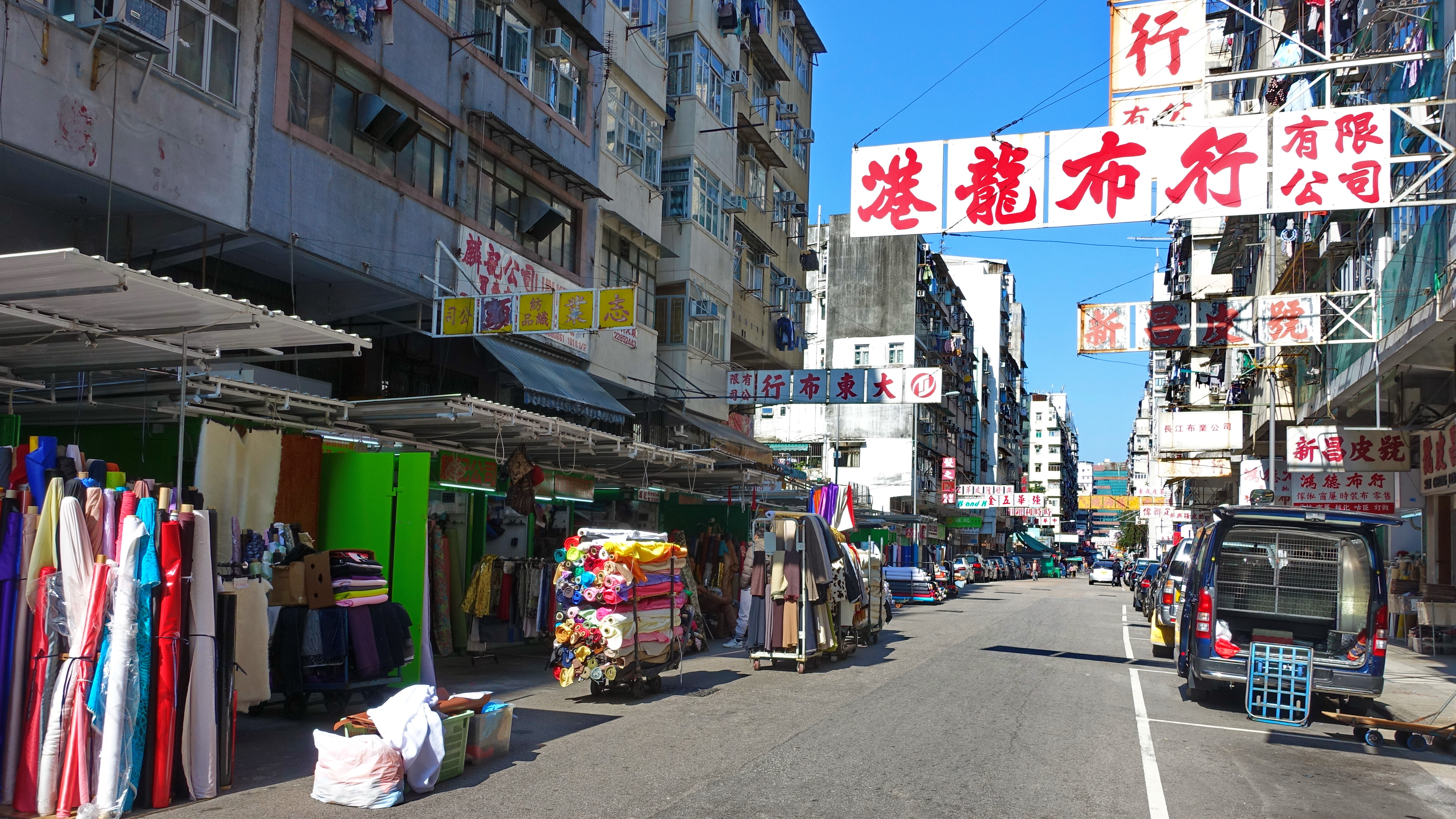
塘尾村原址位於現今深水埗黃竹街和基隆街交界

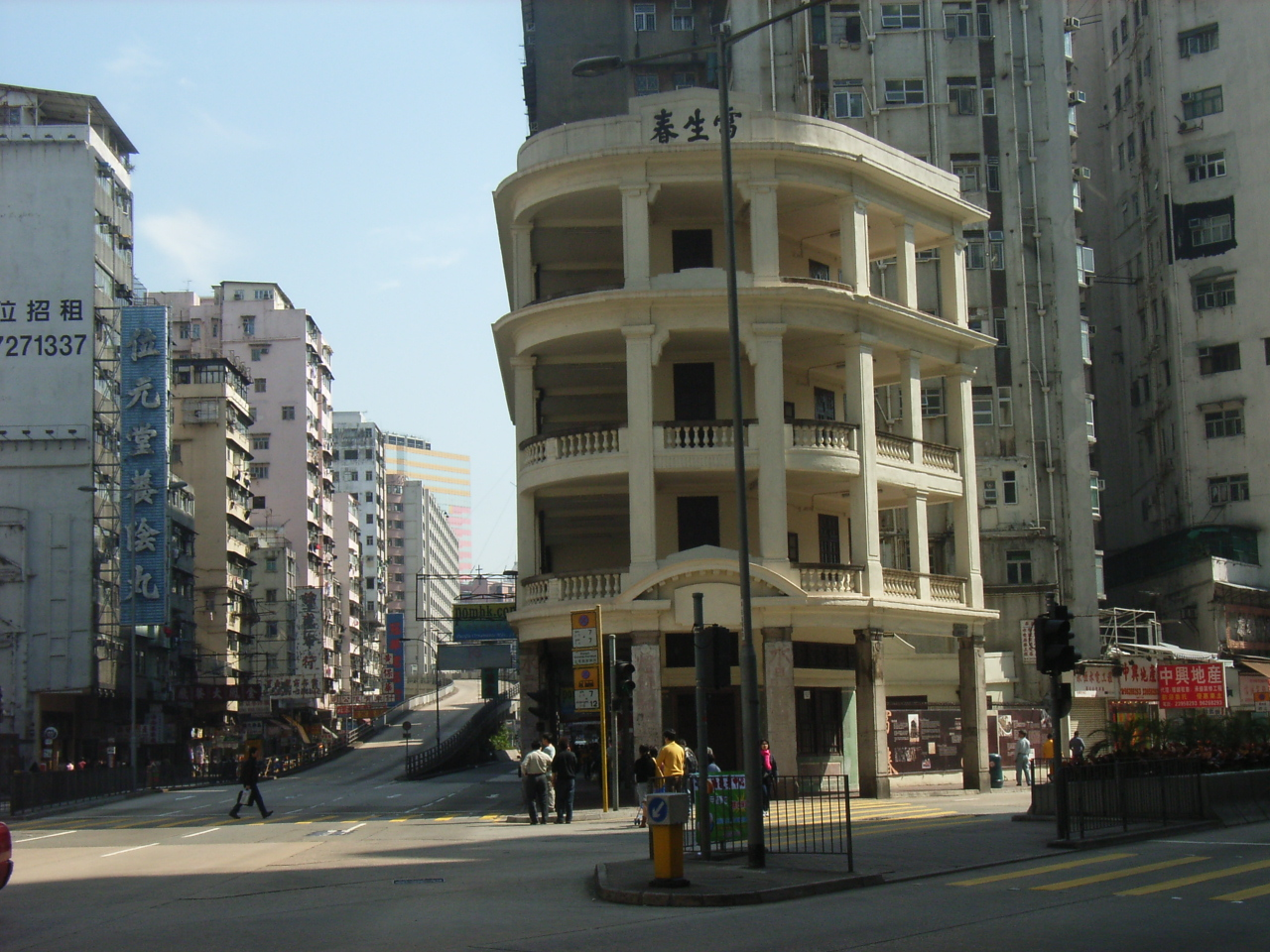
塘尾道和荔枝角道交界

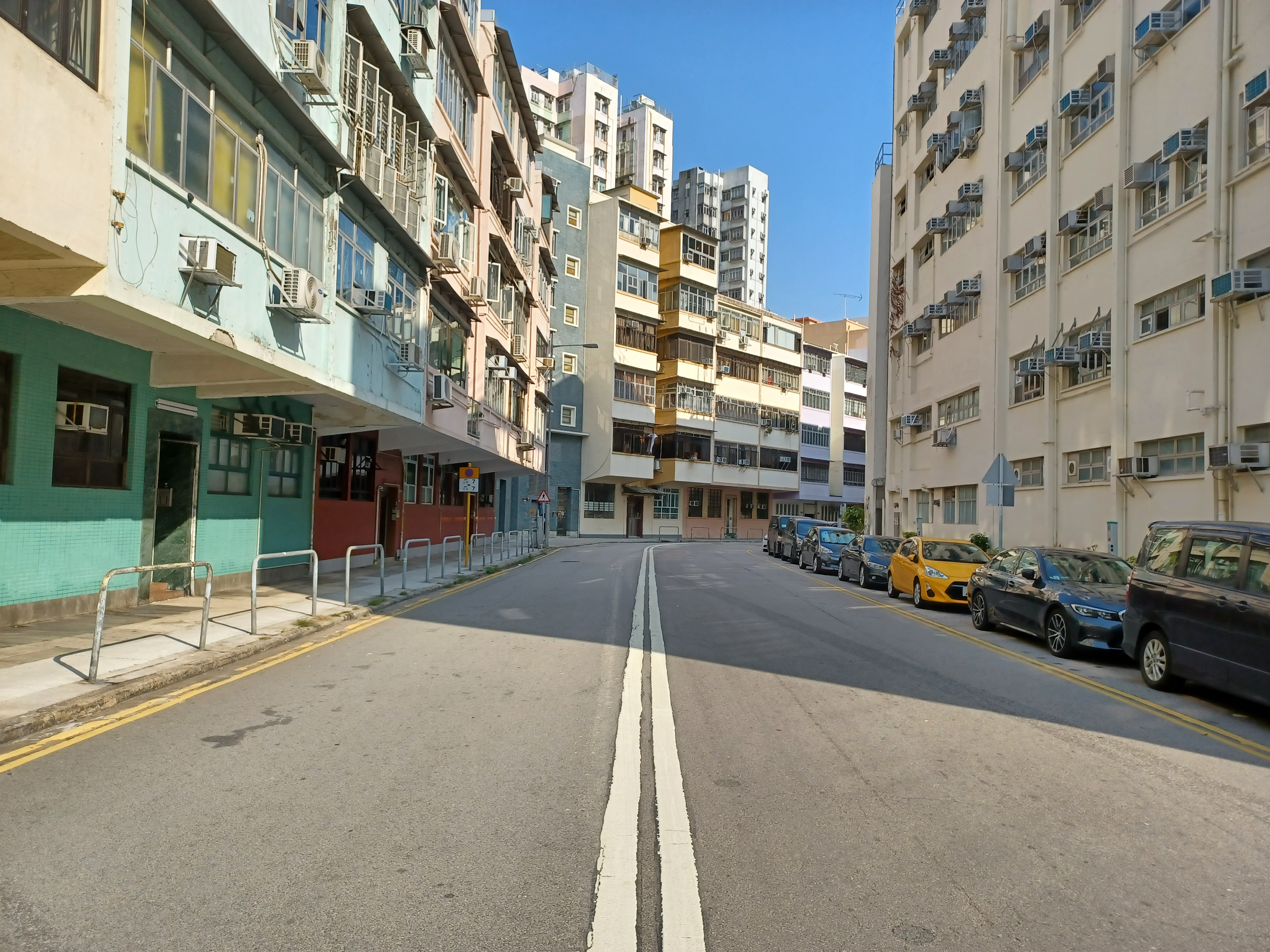
詩歌舞街一帶是鬧市中一個幽靜住宅區

塘尾（英語：Tong Mi）是一個位於香港九龍的社區，位置介乎深水埗、大角咀和太子之間，主要為一個住宅區。

## 歷史
在1920年代以前，大角咀和旺角之間是一個淺灣，即九龍塘。在九龍塘的東北岸，現今警察體育遊樂會球場有九龍塘村。而在九龍塘村的對岸，近現今深水埗黃竹街和基隆街交界，即為塘尾村。
塘尾村有20至30間大小不一的寮舍，全村位於舊中英界限以北、凸出於淺灣，因此可以推斷塘尾村成村晚於1860年九龍半島割讓。自1920初起，政府將九龍塘分階段填平，舊界限以北是最後一部份被填沒的。當時，深水埗已作都市化發展，唐樓群陸續落成。塘尾村亦隨即於1920年代末清拆。
塘尾村清拆後，政府將大角咀新填地一條新道路命名為塘尾道，該路普遍被視為大角咀與旺角之間的分界線，塘尾作為地名的範圍自此擴大。1930年代初，塘尾荔枝角道以東部份已率先發展成唐樓群。而荔枝角道以西、近福全鄉的山嶺，由採石場發展成戰後一片廣大的木屋區，要到1950年代末才發展成現今詩歌舞街一帶以公務員樓和社區設施為主的社區。

## 外部連結
- 香港文物 - 轉載塘尾村1890年代末相片 （页面存档备份，存于）